# Six Degrees of Inner Turbulence
Six Degrees of Inner Turbulence är det amerikanska progressiv metal/progressiv rock-bandet Dream Theaters sjätte studioalbum. Albumet släpptes den 12 januari 2002 av skivbolaget Elektra Records.
Albumet består av två CD-skivor. Den första skivan består av fem låtar, medan den andra skivan består av en 42 minuter lång låt indelad i åtta spår. Den första låten på det första albumet inleds med samma brus som avslutade det föregående albumet Metropolis Part 2: Scenes from a Memory, och den sista låten avslutas med samma ljud som den följande skivan Train of Thought inleds med.
Fansens reaktioner har varit blandade, och många pekar på de stora skillnaderna mellan de två skivorna. Medan den första skivan är mer experimentell och tung, är den andra skivan mer i stil med  Metropolis Part 2: Scenes from a Memory.

## Låtlista
CD 1
1. "The Glass Prison" – 13:52 
  - "I. Reflection"
  - "II. Restoration"
  - "III. Revelation"
2. "Blind Faith" – 10:21
3. "Misunderstood" – 9:34
4. "The Great Debate" – 13:43
5. "Disappear" – 6:46

Speltid: 54:18
CD 2
1. "Six Degrees of Inner Turbulence" – 42:04
  - "I. Overture" – 6:50 (instrumentell)
  - "II. About to Crash" – 5:51
  - "III. War Inside My Head" – 2:08
  - "IV. The Test That Stumped Them All" – 5:03
  - "V. Goodnight Kiss" – 6:17
  - "VI. Solitary Shell" – 5:48
  - "VII. About to Crash (Reprise)" – 4:05
  - "VIII. Losing Time/Grand Finale" – 6:01

Speltid: 42:02
Text: Mike Portnoy (CD 1: spår 1, CD 2: spår 1, 4–6), John Petrucci (CD 1: spår 3, 4, CD 2: spår 1, 3, 7–9), James LaBrie (CD 1: spår 2, 5)
Musik: All musik skriven av John Petrucci, John Myung, Jordan Rudess och Mike Portnoy

## Medverkande
Dream Theater
- James LaBrie – sång
- John Myung – basgitarr
- John Petrucci – gitarr, bakgrundssång
- Mike Portnoy – trummor, sång
- Jordan Rudess – keyboard

Bidragande musiker
- Howard Portnoy – gong

Produktion
- John Petrucci, Mike Portnoy – producent
- Doug Oberkircher – ljudtekniker
- Kevin Shirley – ljudmix
- Eugene "UE" Nastasi, Claudius Mittendorfer – assisterande ljudmix
- George Marino – mastering
- Dung Hoang – omslagskonst
- Ken Schles – foto